# Kresťanskodemokratické hnutie
Die Kresťanskodemokratické hnutie (KDH, deutsch: „Christlich-Demokratische Bewegung“), seit dem 30. Juli 2024 offiziell KDH – Kresťanskodemokratické hnutie, ist eine katholisch-konservative Partei in der Slowakei. Ihre Mitglieder und Anhänger werden als Kádeháci (deutsch „KDHler“) bezeichnet. Sie war bisher sechsmal (1990–91, 1991–92, 1994, 1998–2002, 2002–2006, 2010–12) an einer slowakischen Regierung beteiligt.
Bei der Nationalratswahl 2016 scheiterte die KDH erstmals seit der ersten freien Wahl 1990 an der 5-Prozent-Hürde und wurde eine außerparlamentarische Oppositionspartei. Bei der Nationalratswahl 2023 gelang ihr der Wiedereinzug ins Parlament. Ján Čarnogurský von der KDH war vom April 1991 bis zum Juni 1992 Premierminister der Slowakei.

## Einordnung
Wissenschaftler und Historiker unterschiedlicher Couleur wie Roland Schönfeld (2000), Rüdiger Kipke (2002), Wolfgang Ismayr (2002), Radoslav Štefančík (2008), Hendrik Meyer und Olaf Wientzek (2008) verorten die KDH als „katholisch-konservativ“. Hannes Hofbauer und David X. Noack (2012) bezeichnen die Partei als „wertkonservativ“.

## Programmatik

### Ursprünge
Die KDH entwickelte sich von Anfang an als eine Partei, die auf den Ideen des Christentums und der nationalen Identität aufgebaut schien. Sie stand hinter dem Streben nach einer selbständigen Slowakei, aber die Teilung der Tschechoslowakei sollte im Rahmen des Integrationsprozesses in die EU durchgeführt werden. Schon im Oktober 1990 sprach der Parteivorsitzende Ján Čarnogurský über den eigenen Stuhl in der Europäischen Union und den eigenen Stern auf der Flagge. Die Ausrichtung der KDH auf nationale Interessen umfasste auch die Befürwortung des Donau-Stauprojekts Kraftwerk Gabčíkovo und des Kernkraftwerks Mochovce. Das Stauprojekt führte in der ersten Hälfte der 1990er Jahre zu einer internationalen Streitigkeit zwischen der Slowakei und Ungarn, die der Internationale Gerichtshof in Den Haag lösen musste.

### Europa- und Sicherheitspolitik
Im EU-Beitrittsprozess der Slowakei war die Rhetorik der KDH gegenüber der EU maßvoll. Nach dem Beitritt des Landes der EU äußerte sich die KDH allerdings rasch zu ihrer negativen Stellung gegenüber einer weiteren Integration Europas und zum EU-Beitritt der Türkei. Im Prozess der europäischen Integration unterstreicht sie die Beibehaltung der Souveränitäten der nationalen Parlamente. Sie stellt sich gegen jegliche Form der politischen Zentralisierung der EU. Den Vertrag über die Verfassung der Europäischen Union lehnte sie öffentlich ab und begrüßte das französische und niederländische Nein zur EU-Verfassung. Die EU-Staaten sollten nach offizieller Parteimeinung die Ratifizierung des Europäischen Vertrages nicht wieder aufnehmen. Laut dem Wahlprogramm der KDH von 2006 sollte das Recht, in der Steuerpolitik unabhängig von der Europäischen Union zu entscheiden, durch eine Deklaration über die Steuersouveränität erzwungen werden. Damit trat die KDH gegen die Versuche einiger EU-Länder auf, die Steuersätze in der ganzen EU zu harmonisieren. Die Kompetenzen in der Sozial-, Rentenpolitik, sowie in der Politik des Gesundheitswesen sollten auf der Ebene des Nationalstaates verbleiben. Die Souveränität der Nationalstaaten sollte auch für die Entscheidungen über die Asylpolitik beibehalten werden. Zur Sicherheit seiner Bürger sollte der Staat laut KDH weiterhin über starke Kompetenzen verfügen und selbst entscheiden können. In der Sicherheitspolitik steht die KDH hinter der Mitgliedschaft des Landes in der NATO, 2006 war sie aber strikt gegen die weitere Stationierung der slowakischen Truppen im Irak.

### Gesellschaftspolitik
Die KDH betont die Rolle der katholischen Kirche in der Geschichte der Slowakei und kritisiert die Werte des politischen Liberalismus. Sie stellt sich eindeutig gegen Abtreibungen und die Gleichberechtigung homosexueller Partnerschaften. Zugleich reagiert sie negativ auf die Vorschläge der Liberalen und Sozialdemokraten, die Kirche vom Staat zu trennen. Zu den Haupterfolgen der KDH-Politik in religiösen Fragen seit 1998 gehören die gleichberechtigte Finanzierung der kirchlichen Schulen gegenüber den staatlichen Schulen, die Verabschiedung eines bilateralen Staatsgrundvertrages zwischen der Slowakei und dem Heiligen Stuhl und die Gründung der Katholischen Universität Ružomberok (2000). Im Jahr 2004 wurde an allen Grundschulen beginnend mit der ersten Klasse der fakultative Religionsunterricht eingeführt. Am 4. Juni 2014 setzte die KDH mit Unterstützung der linkspopulistischen Regierungspartei SMER-SD eine Verfassungsänderung durch, welche die Ehe als Verbindung zwischen Mann und Frau festschreibt. Die KDH trat 2006 dafür ein, dass der Staat die Nachfrage nach Prostitution beschränken solle. Als eine Maßnahme zur Senkung der Prostitution schlug sie vor, die Identität der Kunden von Prostituierten zu veröffentlichen.

### Wirtschaftspolitik
In Fragen der Wirtschaftspolitik betont sie ihren liberalen Charakter, obwohl sie sich selbst als eine Partei mit sozialem Wirtschaftsprogramm bezeichnet. Sowohl die ehemaligen Minister als auch die Parlamentarier der KDH unterstützten alle wichtigen Wirtschaftsreformen der Regierung Dzurindas, u. a. die Steuerreform, die Gesundheitsreform und die Reform des Rentensystems. Das Wahlprogramm 2002 beinhaltete den Vorschlag, einen für alle gleichhohen Steuersatz von 15 Prozent einzuführen. Im Wahlprogramm 2006 existierte der Versuch, den allgemeinen Steuersatz von 19 Prozent um ein Prozent herabzusenken. Die Priorität der Partei war dabei eindeutig auf die Senkung der Pflichtabgaben gerichtet.

## Abspaltungen
2008 verließen Vladimír Palko, František Mikloško, Pavol Minárik und Rudolf Bauer aus Enttäuschung über den ihres Erachtens zu weit an der sozialdemokratischen SMER-SD orientierten Kurs des von 2000 bis 2009 amtierenden Parteichefs Pavol Hrušovský die KDH und gründeten am 12. die Konservativ-Demokratische Partei der Slowakei (KDS).
Radoslav Procházka, der bei der Präsidentschaftswahl 2014 über 20 % der Stimmen erhielt, gründete im gleichen Jahr #Sieť. Bei der Nationalratswahl 2016 erreichte #Sieť 5,6 % während KDH nur 4,9 % erreichte. #Sieťs Nachfolger, die Slovenská konzervatívna strana (SKS), schloss sich KDH 2022 wieder an.
2019 wurde die rechte Kresťanská únia gegründet, die bei der Europawahl 2019 3,9 % erhielt und seit dem mit der OĽaNO-Bewegung kooperiert. Im gleichen Jahr wurde die nationalistische Kresťanská demokracia – Život a prosperita – Aliancia za Slovensko (KDŽP) gegründet. Die KDŽP hat personelle Überschneidungen mit der Kresťanská sociálna únia, welche in den 1990er Jahren aktiv war, darunter Viliam Oberhauser. Die KDŽP erreichte bei der Europawahl 2,1 % und kandidiert mit anderen rechtsnationalen Parteien, darunter die Kotlebovci und die Slovenská národná strana.

## Liste der Parteivorsitzenden
| Nr. | Bild | Name            | Amtszeit  |
| --- | ---- | --------------- | --------- |
| 1.  |      | Ján Čarnogurský | 1990–2000 |
| 2.  |      | Pavol Hrušovský | 2000–2009 |
| 3.  |      | Ján Figeľ       | 2009–2016 |
| 4.  |      | Alojz Hlina     | 2016–2020 |
| 5.  |      | Milan Majerský  | 2020–     |

## Wahlergebnisse der KDH
Parlamentswahlen in der Slowakei
| Wahl                | Wähleranteil                     | Parlamentssitze | Platz                        | Position                                                                                               |
| ------------------- | -------------------------------- | --------------- | ---------------------------- | --- |
| Parlamentswahl 1990 | 19,2 %                           | 31/150          | 2.                           | Regierungsbeteiligung (1990–91 als Regierung Vladimír Mečiar I. 1991–92 als Regierung Ján Čarnogurský) |
| Parlamentswahl 1992 | 8,9 %                            | 18/150          | 3.                           | Opposition                                                                                             |
| Parlamentswahl 1992 | 8,9 %                            | 18/150          | 3.                           | Regierungsbeteiligung (März–Dezember 1994)                                                             |
| Parlamentswahl 1994 | 10,1 %                           | 17/150          | 4.                           | Opposition                                                                                             |
| Parlamentswahl 1998 | 26,3 % (als Parteienbündnis SDK) | 42/150          | 2. (als Parteienbündnis SDK) | Regierungsbeteiligung                                                                                  |
| Parlamentswahl 2002 | 8,3 %                            | 15/150          | 5.                           | Regierungsbeteiligung                                                                                  |
| Parlamentswahl 2006 | 8,3 %                            | 14/150          | 6.                           | Opposition                                                                                             |
| Parlamentswahl 2010 | 8,5 %                            | 15/150          | 4.                           | Regierungsbeteiligung                                                                                  |
| Parlamentswahl 2012 | 8,8 %                            | 16/150          | 2.                           | Opposition                                                                                             |
| Parlamentswahl 2016 | 4,9 %                            | 0/150           | 9.                           | Einzug ins Parlament verfehlt                                                                          |
| Parlamentswahl 2020 | 4,7 %                            | 0/150           | 8.                           | Einzug ins Parlament verfehlt                                                                          |
| Parlamentswahl 2023 | 6,8 %                            | 12/150          | 5.                           | Opposition                                                                                             |

Europawahlen in der Slowakei
| Wahl            | Wähleranteil | Parlamentssitze | Platz |
| --------------- | ------------ | --------------- | ----- |
| Europawahl 2004 | 16,2 %       | 3/14            | 4.    |
| Europawahl 2009 | 10,9 %       | 2/14            | 4.    |
| Europawahl 2014 | 13,2 %       | 2/13            | 2.    |
| Europawahl 2019 | 9,7 %        | 2/14            | 4.    |
| Europawahl 2024 | 7,1 %        | 1/15            | 5.    |